# NGC 4707
NGC 4707 è una galassia a spirale di tipo magellanico (Sm) situata nella costellazione dei Cani da Caccia alla distanza di 29 milioni di anni luce dalla Terra.
È classificata come galassia a spirale, ma i suoi bracci di spirale appaiono indefiniti e il bulge centrale, che non è distinguibile, dovrebbe essere di dimensioni estremamente ridotte o addirittura del tutto inesistente. Si intravedono molteplici spot bluastri, segno di attività di formazione stellare.